# Ԃ
Komi Dje (Ԃ ԃ, chữ nghiêng: Ԃ ԃ) là một chữ cái trong bảng chữ cái Molodtsov, một biến thể của bảng chữ cái Kirin. Nó chỉ được sử dụng trong chữ viết của tiếng Komi vào những năm 1920.
Chữ cái này được bắt nguồn từ chữ cái Komi De (Ԁ ԁ Ԁ ԁ) với việc thêm vào một cái móc vào đuôi.

## Mã máy tính
| Kí tự               | Ԃ                                | Ԃ                                | ԃ                              | ԃ                              |
| ------------------- | -------------------------------- | -------------------------------- | ------------------------------ | ------------------------------ |
| Tên Unicode         | CYRILLIC CAPITAL LETTER KOMI DJE | CYRILLIC CAPITAL LETTER KOMI DJE | CYRILLIC SMALL LETTER KOMI DJE | CYRILLIC SMALL LETTER KOMI DJE |
| Mã hóa ký tự        | decimal                          | hex                              | decimal                        | hex                            |
| Unicode             | 1282                             | U+0502                           | 1283                           | U+0503                         |
| UTF-8               | 212 130                          | D4 82                            | 212 131                        | D4 83                          |
| Tham chiếu ký tự số | &#1282;                          | &#x502;                          | &#1283;                        | &#x503;                        |